# Theodoor Heynes

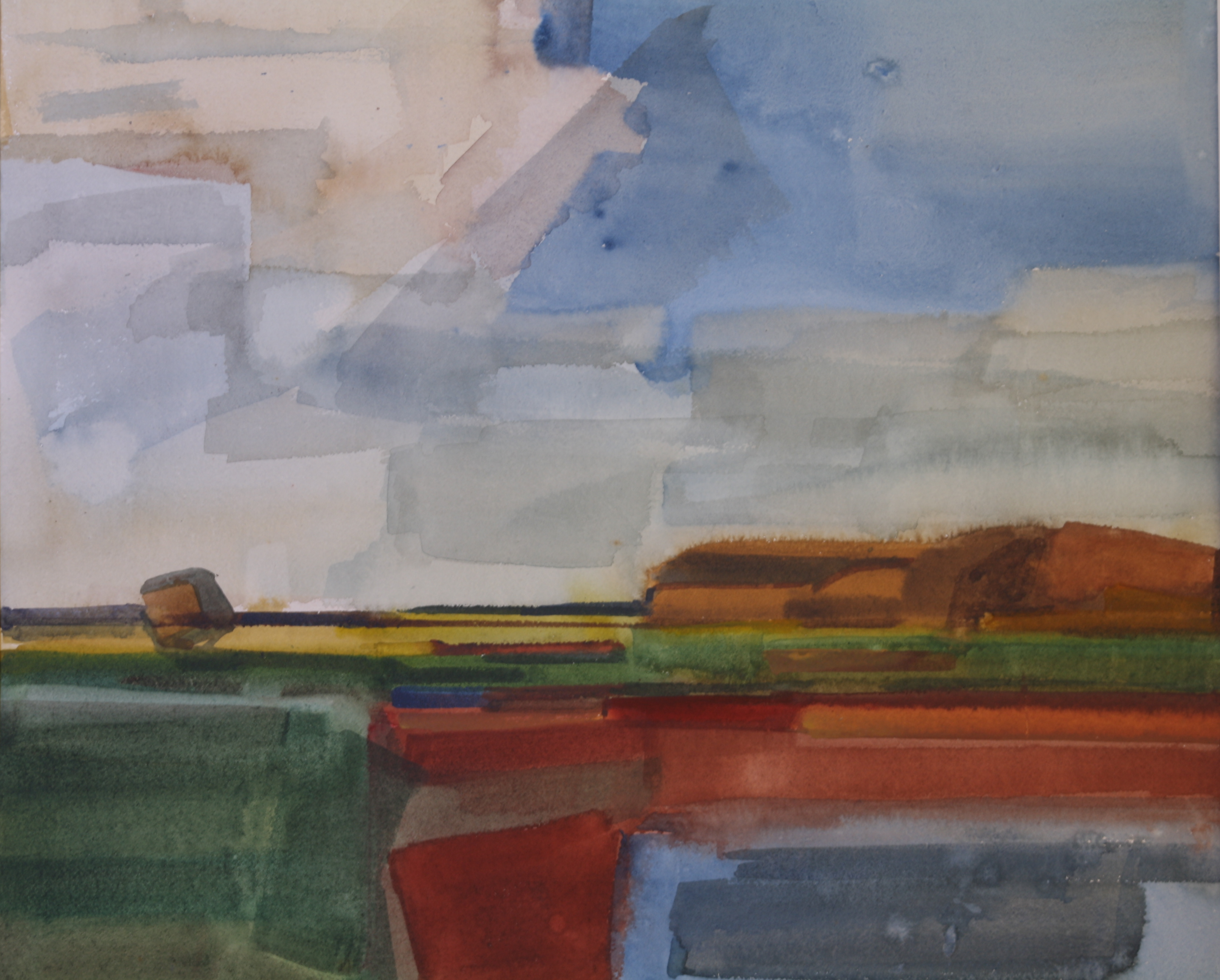
Polder met rood kroos (aquarel)

Theodoor/Theo Heynes (Kaag, gemeente Alkemade,  7 april 1920 – Amsterdam, 1 augustus 1990) was een Nederlands kunstschilder, aquarellist, tekenaar en etser.

## Leven en werk
Hij was zoon van onderwijzeres Charlotte Isabelle Francina Agnes van Bergem en kunstschilder Marinus Heijnes. Hijzelf trouwde in 1946 met de Sassenheimse  Freda Johanna Kristina van Zonneveld (zij had een Zweedse moeder,1926-1992).  Het echtpaar woonde jarenlang aan de Bloemgracht waar hij ook atelier hield. 
Heynes leerde aanvankelijk modeltekenen bij de Leidse schilderacademie Ars Aemula Naturae. Daarna studeerde hij aan de Rijksacademie van Beeldende Kunsten te Amsterdam. Heynes was er leerling van Gé Röling en Willem van den Berg. Van 1940 tot 1942 was hij er leerling van de Tekenafdeling en van 1942 tot 1947 van de afdeling Vrije Schilderkunst. Hij maakte studiereizen naar Frankrijk (Bretagne) en woonde en werkte van 1947 tot 1953 in Zweden (o.a. Öland, Småland en Stockholm). Vanaf 1953 woonde hij met zijn gezin in Amsterdam. Vanaf 1960 is hij zich steeds meer gaan toeleggen op aquarellen, tekeningen en etsen en is zijn werk geleidelijk figuratief geabstraheerd. Onderwerpen van zijn werk zijn o.a. landschap, stad, haven, vee, stilleven, portret, figuur en naakt.

## Lidmaatschap, prijzen en collecties
Heynes was lid van Arti et Amicitiae (ook wel jurylid) in Amsterdam, de Nederlandse Kring van Tekenaars, de Hollandse Aquarellistenkring en de Haagse Aquarellisten. Hij won de Arti-medaille in 1964 en de Jeanne Oosting Prijs in 1971, waarbij Het Parool constateerde dat zijn figuratieve kunst waarin alles te herkennen was langzaamaan over was gegaan in een stijl met alleen weergave in kleurvlakken.
In 1954 omschreef men zijn werk nog als behorend tot de Haagse School met impressionistische invloeden.  Werk van Heynes werd aangekocht door het Rijk, het Stedelijk Museum Amsterdam, het Museum Henriette Polak (dat in 2009 nog een expositie van zijn werk organiseerde) te Zutphen, het Stedelijk Museum Alkmaar en het Museum Maassluis. Daarnaast is werk van Heynes opgenomen in de collectie van het Amsterdam UMC.
Hij werd begraven op De Nieuwe Ooster; zijn echtgenote volgde twee jaar later. 
- Biografisch Portaal: 24520446
- Gemeinsame Normdatei: 1173012656
- International Standard Name Identifier: 0000 0005 0054 0768
- Library of Congress Control Number: no2019087455
- RKD-Nederlands Instituut voor Kunstgeschiedenis: 38295
- Système universitaire de documentation: 232357595
- Virtual International Authority File: 3623154441735935460007